# Batalla de Trípoli (2011)
La batalla de Trípoli (en árabe: معركة طرابلس, ma'arakat Ṭarābulis) o caída de Trípoli por los gadafistas, fue una batalla decisiva de la guerra civil libia librada entre los rebeldes libios y los leales al gobernante Gadafi durante los últimos días de agosto. Trípoli era considerado el principal objetivo político desde el inicio de las revueltas. A mediados de agosto ante la inminente caída de Zauía, ciudad ubicada a 50 kilómetros, el ejército de Gadafi se preparó para el inminente asalto de los rebeldes. La batalla y sus consecuencias marcaron el colapso final del régimen gadafista de 42 años de duración, la Gran Yamahiriya Árabe Libia Popular Socialista, fue derrocado y se implantó un nuevo gobierno: la República Libia, por el Consejo Nacional de Transición (Libia).
El nombre en clave dado por los rebeldes al asalto fue de Operación Amanecer (en árabe: عملية فجر عروسة البحر, arūsat 'amaliyyat Fajr' el-Bahr). El apodo de Trípoli es «La Sirenita» (en árabe: عروسة البحر,  'arūsat el-Bahr; literalmente: «la novia del mar»).

## Batalla

### 21 de agosto
El 21 de agosto, se confirmó la caída en su totalidad de Zauía, el ejército rebelde avanzó en dirección a Trípoli. En el camino, los rebeldes fueron detenidos en un puente a 27 kilómetros de la ciudad por unidades del coronel Gadafi. Esa misma noche, células insurgentes internas en Trípoli comenzaron un levantamiento interno para desmoralizar a los gadafistas y obligar a sofocar las revueltas internas. El 22 de agosto, los rebeldes de Zauía rompen el estancamiento y avanzan, llegando a 10 kilómetros cuando fueron detenidos por la Brigada Khamis del hijo de Gadafi. En el este de Trípoli, los rebeldes procedentes de Misurata hicieron un gran impulso para tomar Al Khums y rodear Trípoli. Los enfrentamientos estallaron en Trípoli, la insurrección interna se adjudicó el control de tres barrios y la lucha por la toma del aeropuerto. Los gadafistas cedieron terreno con el paso de las horas.

### 22 de agosto
A primera hora del 22 de agosto, las fuerzas rebeldes de Zauía y entraron en Trípoli por el barrio Janzour, derrotando a la Brigada de Khamis, en su sede central antes de entrar en Trípoli, el Ministerio de Defensa. Así, los rebeldes toman el control de ese vital edificio, expulsando al ministro del cargo y proponiendo uno nuevo, y ejercer control de facto sobre el Ejército Libio, muchos de cuyos soldados abandonan para posicionarse con el gobierno gadafista aún vivo, por ejemplo, toda la Brigada Khamis anunció no reconocer al nuevo Ministerio de Defensa, pasando a recibir órdenes solo del gobierno, y la Brigada Trípoli rebelde pasó a ser mandada por el Ministerio. El ejército rebelde es recibido por una multitud que aplaude y celebra su llegada. Los rebeldes de Misurata desembarcan por mar en el norte de Trípoli para apoyar a la rebelión que ya está teniendo lugar en la ciudad, al igual que sus pares de Zauía son recibidos por una multitud. Los rebeldes cortan las comunicaciones, y sitian la ciudad totalmente, a las pocas horas se confirma la liberación del Aeropuerto, al anochecer, los rebeldes se ubican a tan solo 2 kilómetros de la Plaza Verde, en el centro de Trípoli.

### 23 de agosto
En la madrugada del 23 de agosto, el ejército rebelde toma la Plaza Verde, una multitud se congrega en la plaza para festejar, pero los combates siguen en otros puntos de la ciudad. Al mediodía los rebeldes capturan la Radio y la Televisión estatal. También aseguran haber capturado el hospital principal de la ciudad. Estallan los combates en el Hotel Rixos, el puerto, Bab al-Azizia y el barrio de Abu Salim. Un comunicado de prensa de los rebeldes afirma que han capturado a Saif al Islam hijo de Gadafi en el Hotel Rixos. La parte vieja de la ciudad, queda bajo control rebelde, los insurgentes se adjudican el control del 70 % de la ciudad.

### 24 de agosto
El 24 de agosto, los rebeldes confirman la captura del puerto de la ciudad, y que la lucha se centraba en Bab al-Azizia donde estaba la principal base militar de Gadafi y su ejército. Las cadenas de noticias occidentales desmienten la captura de Saif, mostrando imágenes del mismo con una multitud frente al Hotel Rixos. Una contraofensiva de los leales intenta tomar de nuevo el centro de la ciudad, pero los rebeldes les rechazan y se repliegan al sur de la ciudad, donde aún está bajo dominio de los leales. 

### 25 de agosto
En la madrugada del 25 de agosto, los rebeldes entran en la base de Bab al-Azizia, se enfrentan a una gran resistencia, los rebeldes utilizan tanques y cañones de gran calibre para romper las defensas leales aun así la lucha dentro del complejo es muy feroz. Los rebeldes avanzan sobre el Hotel Rixos, liberando a todos los periodistas internacionales que se encontraban detenidos. Al atardecer, los rebeldes capturan Bab al-Azizia, el puesto de mando de Gadafi, tras varias horas de enfrentamientos, pero en su interior no encontraron ni a Gadafi, ni a sus hijos, las imágenes confirman la captura del lugar, los rebeldes están a un paso de capturar Trípoli. La Brigada de Trípoli del Ejército de Liberación Nacional capturó Bab al-Azizia, la sede del gobierno libio, entró en el salón de reuniones del gobierno donde Mahdi Al-Harati ocupó el asiento de Gadafi y anunció que el gobierno de Gadafi acababa de ser derrocado, que Muammar el Gadafi dejaba de ser el Hermano Guía y Líder de la Revolución (o sea, el Jefe de Estado de Libia) y que se forma un nuevo gobierno: el Gobierno Provisional de la República Libia, instalándose en el poder, hasta la llegada del Consejo Nacional de Transición. Mahdi al-Harati, el jefe de la Brigada Trípoli, aplaudido por sus soldados, se autoproclama Presidente de la República Libia. Las primeras medidas del nuevo gobierno fueron de carácter exclusivamente militar. Al tener la sede del Ministerio de Defensa ya capturada, se legaliza lo que ya en realidad estaba ocurriendo: los rebeldes toman el mando del Ejército Libio, abandonando la mayoría de sus soldados a Gadafi, pero esto no ocurría con la Brigada Khamis, que declaró ilegal el gobierno, solo recibiría órdenes de la persona de Muammar el Gadafi (en ausencia de este, actuaría independientemente pero siempre al lado del gobierno derrocado) y desertó del Ejército de Libia. El Ejército de Liberación Nacional se integra en el Ejército de Libia y los pocos soldados que continúan siendo leales al derrocado Coronel, siguen resistiendo en varios puntos de Trípoli. Mientras, con la Policía la cuestión era más compleja, ya que, el Ministerio del Interior, el órgano que sirve de intermediario entre el gobierno y la policía, aún estaba en manos de los gadafistas. Se tomó la medida de ilegalizar todas las decisiones que se estaban tomando en el edificio del Ministerio del Interior, destituyendo al ministro y proclamando que solo serán reconocidas las decisiones del Ministerio del Interior cuando sea capturado por el Ejército del nuevo gobierno.

### 26 de agosto
El 26 de agosto, los rebeldes entran en la Universidad de Trípoli, liberándola a las pocas horas. La ofensiva rebelde apunta a Abu Salim, el último barrio bajo control de Gadafi. Atacan el barrio al atardecer pero son rechazados.

### 27 de agosto
En la mañana del 27 de agosto, los rebeldes bombardean el barrio e ingresan con tanques, pero encuentran una feroz resistencia de los últimos leales en la ciudad. Los combates duran todo el día. Se toma el control del edificio del Ministerio del Interior de Libia, si bien ya no seguía funcionando jurídicamente como ministerio propiamente dicho porque fue ilegalizado por el nuevo gobierno, fue un verdadero foco de mando y resistencia de las unidades gadafistas, en especial, los policías. Al tomarse el edificio y ocuparse el despacho del ministro, el gobierno libio (nuevo) pasa a tener el control de la Policía Libia, nombrando un nuevo ministro para el cargo. Algunos policías, muy leales Gadafi, desertaron de la Policía Libia y se integraron en la Brigada Khamis o fuerzas paramilitares, mientras que la mayoría fue leal al nuevo gobierno. Había una prisión dependiente del Ministerio, que fue liberada, donde había unos 1000 detenidos, entre ellos periodistas extranjeros. Un comunicado de prensa de los insurgentes confirma que controlan el 95 % de la ciudad.

### 28 de agosto
El 28 de agosto, los rebeldes inician el asalto final sobre el barrio, a las pocas horas la resistencia de los leales se rompe, y los rebeldes toman el control del barrio, asegurándose el control de todo Trípoli. Los últimos leales escapan de la ciudad en dirección a las ciudades del sur de Libia. Las fuerzas armadas de los rebeldes, confirman al anochecer que Trípoli fue totalmente liberado.